# Bürgerspitalkirche (Bad Aussee)

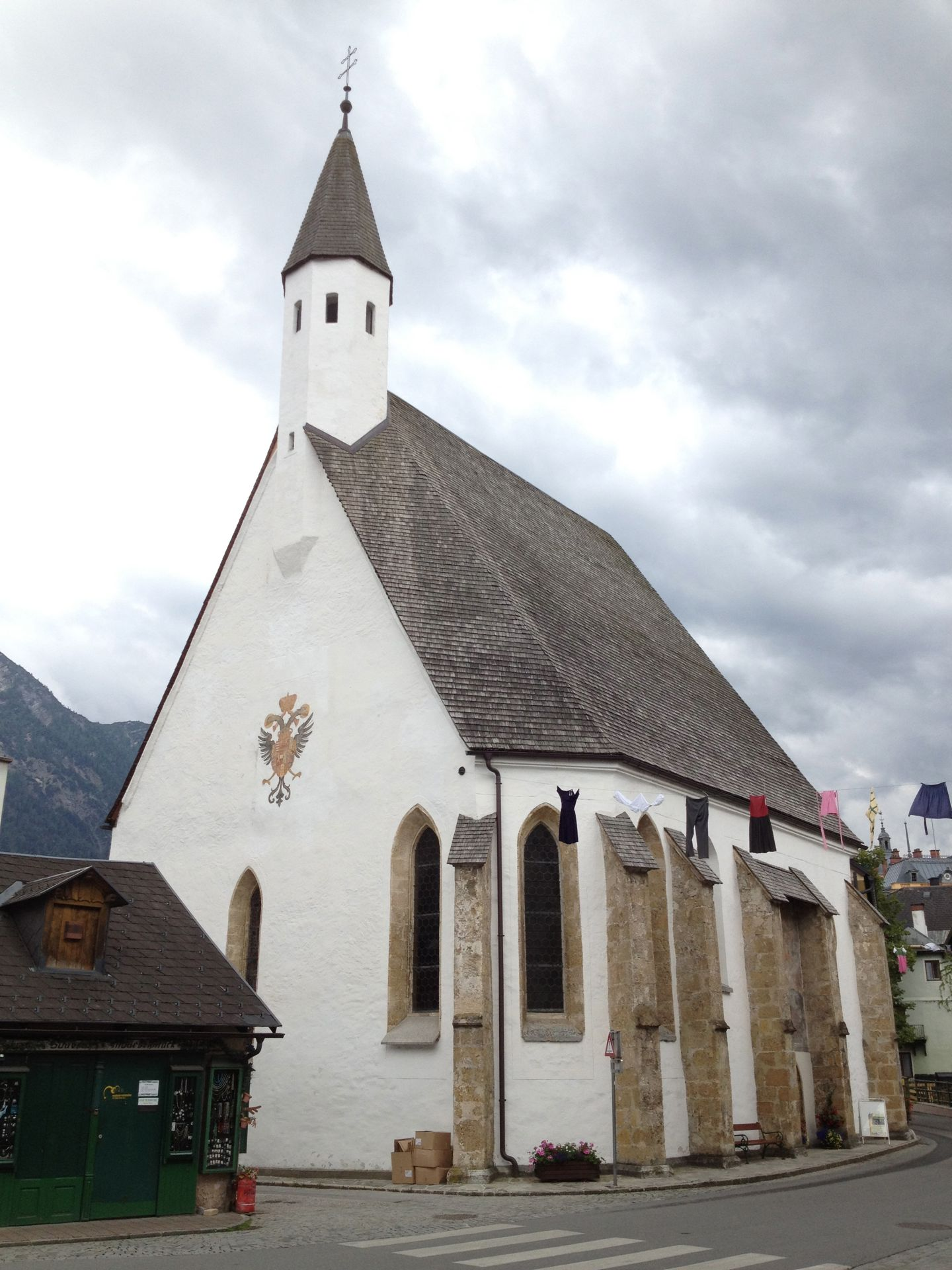
Nordostansicht

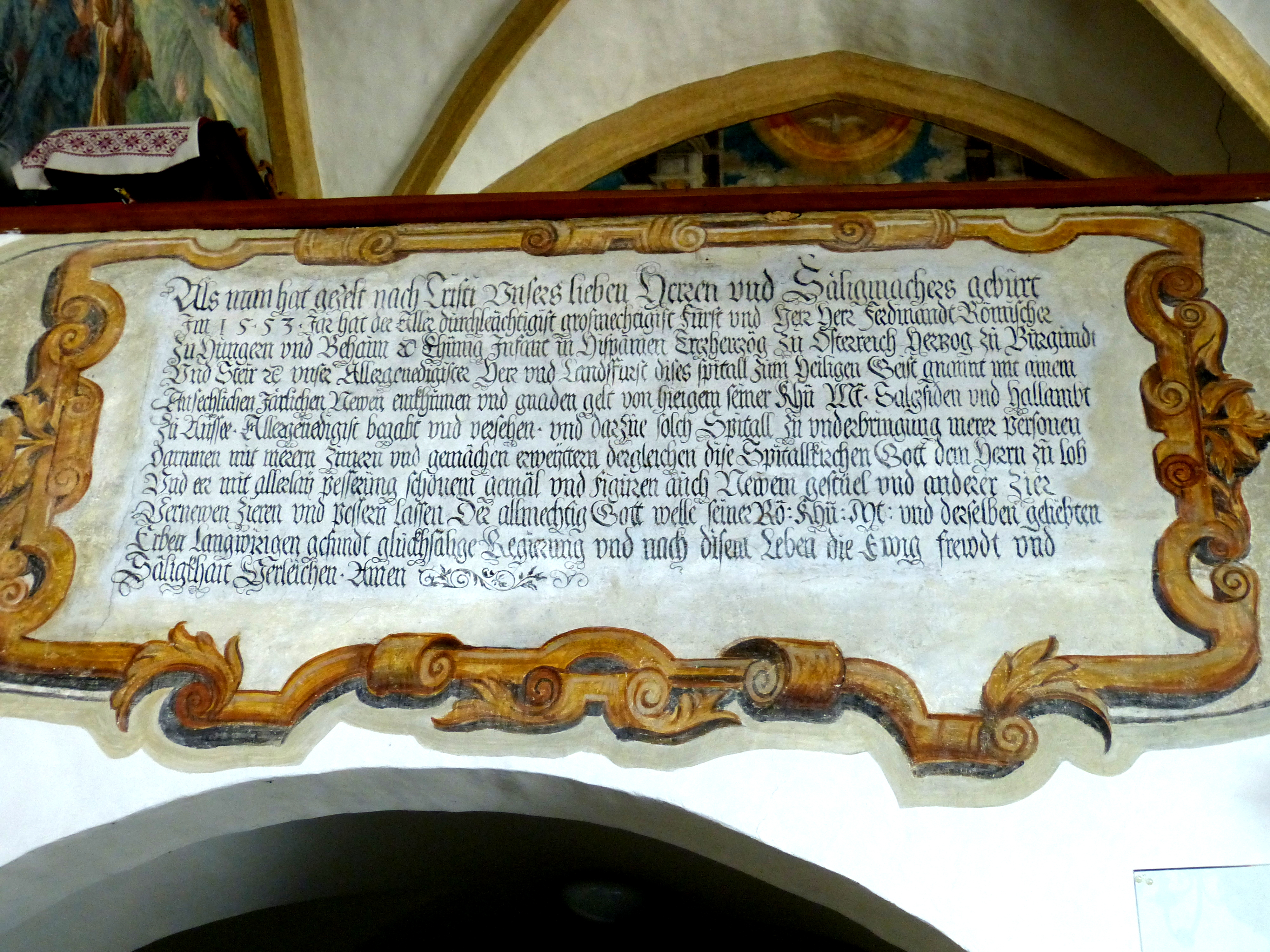
Inschrift der Emporenbrüstung

Die Bürgerspitalkirche Hl. Geist ist die Spitalkirche des ehemaligen Salinenspitals in Bad Aussee im steirischen Bezirk Liezen.

## Geschichte
Die Gründung des Bürgerspitals zum Heiligen Geist geht auf eine testamentarische Verfügung des Hallinger Heinrich der Bescheche vom 24. Februar 1395 zurück, der all sein Hab und Gut zu Aussee auff den Gottesdienst, so man in dem neu erpautten Spitall daselbst zu halten gedacht, geschafft und geben hat. Die Stiftung stand unter der Obhut der Gewerkschaft der Hallinger, die ihren Einfluss auf die Spitalleitung jedoch verlor, als Kaiser Friedrich III. seit dem Jahre 1449 die verpachteten Hallingeranteile an der Saline ablöste und die Stiftung dem Hallamt Aussee unterstellte.

1543 fielen Dach und Turm einem Brand zum Opfer. Die Wiederherstellung erfolgte bis 1547. 1553 verfügte Ferdinand I. die Aufnahme des Spitals unter die Hofspitäler. Über die damals angeordneten Maßnahmen informiert die Inschrift an der Emporenbrüstung: 

„Als man hat gezelt nach Christi Vnsers lieben Herrn vnd Säligmachers Geburt im 1553 Jar hat der allerdurchleäuchtigist groß mächtigist Fürst vnd Herr Herr Ferdinandt Römischer, zu Hungern vnd Behaim etc. Khünig, Infant in Hispanien Erzherczog zu Öesterreich Herczog zu Burgundt vnd Steir etc. vnser allergenedigister Herr vnd Landsfürst dieses Spitall zum Heiligen Geist genannt, mit ainem ansechlichen järlichen newen Einkhumen vnd Gnadengelt von hieigem seiner Khü. Mt. Saltzsiden vnd Hallambt zu Ausse allergenedigist begabt vnd versehen vnd darzue solch Spitall zu Vnderbringung merer Personen darinnen mit merern Zimern vnd Gemächen erweytern, der gleichen diese Spitallkirchen Gott dem Herrn zu Lob vnd Eer mit allerlay Pesserung, schönem Gemäl vnd Figuren, auch newen Gestüel vnd anderer Zier vernewen, zieren vnd pessern lassen. Der allmächtige Gott welle seiner Rö. Khü. Mt. vnd derselben geliebten Erben langwirige Gesundt, glücksölige Regierung vnd nach disem Leben die ewige freud vnd Säligkeit verleichen Amen.“

Eine 1567 von Erzherzog Karl II. eingesetzte Kommission zur Reformation des Ausseer Salzwesens resultierte in der Ausseer Spitalordnung vom 14. April 1568. 1589 ordnete Erzherzog Karl an, die inzwischen protestantisch gewordene Spitalkirche für den katholischen Gottesdienst in Aussee zur Verfügung zu stellen. In den Jahren 1643 bis 1645 kam es zu größeren Bauarbeiten an der Kirche und dem Spitalhauptgebäude, wobei für den Spitalthurn, wo der Thonner dreingeschlagen, und das Kirchendach 1000 Schindeln beschafft wurden.
Bei der Aufhebung der Hofspitäler 1784 im Zuge des Josephinismus wurde das Ausseer Spital in ein kaiserliches Kranken- und Pfründnerhaus umgewandelt und 1789 der Grundbesitz versteigert. 1939 auf ein Werkspital der Saline beschränkt, wurde es 1956 endgültig aufgelöst. 1959 erfolgte eine Restaurierung der Spitalkirche.

## Architektur und Ausstattung

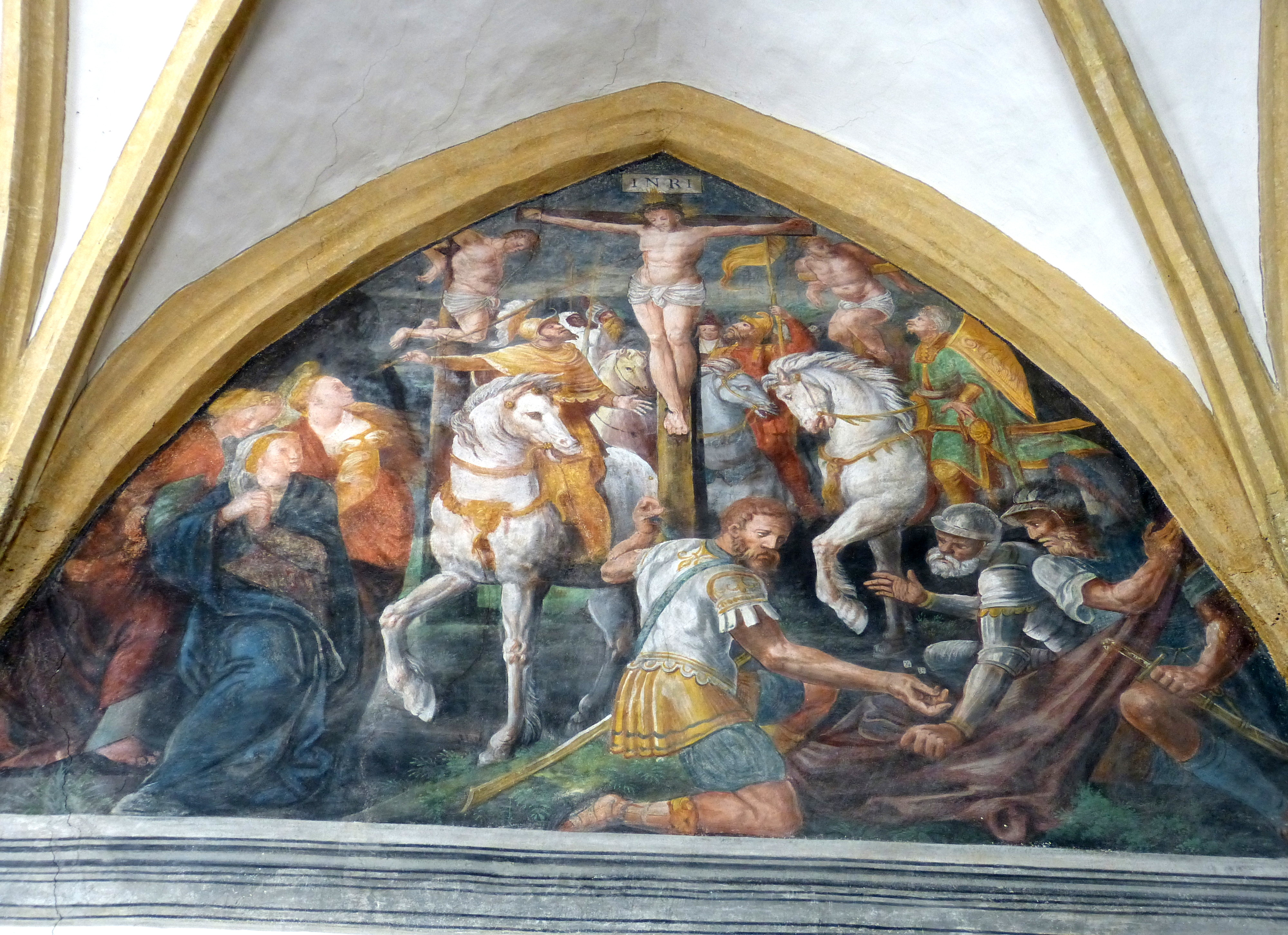
Kreuzigungsszene

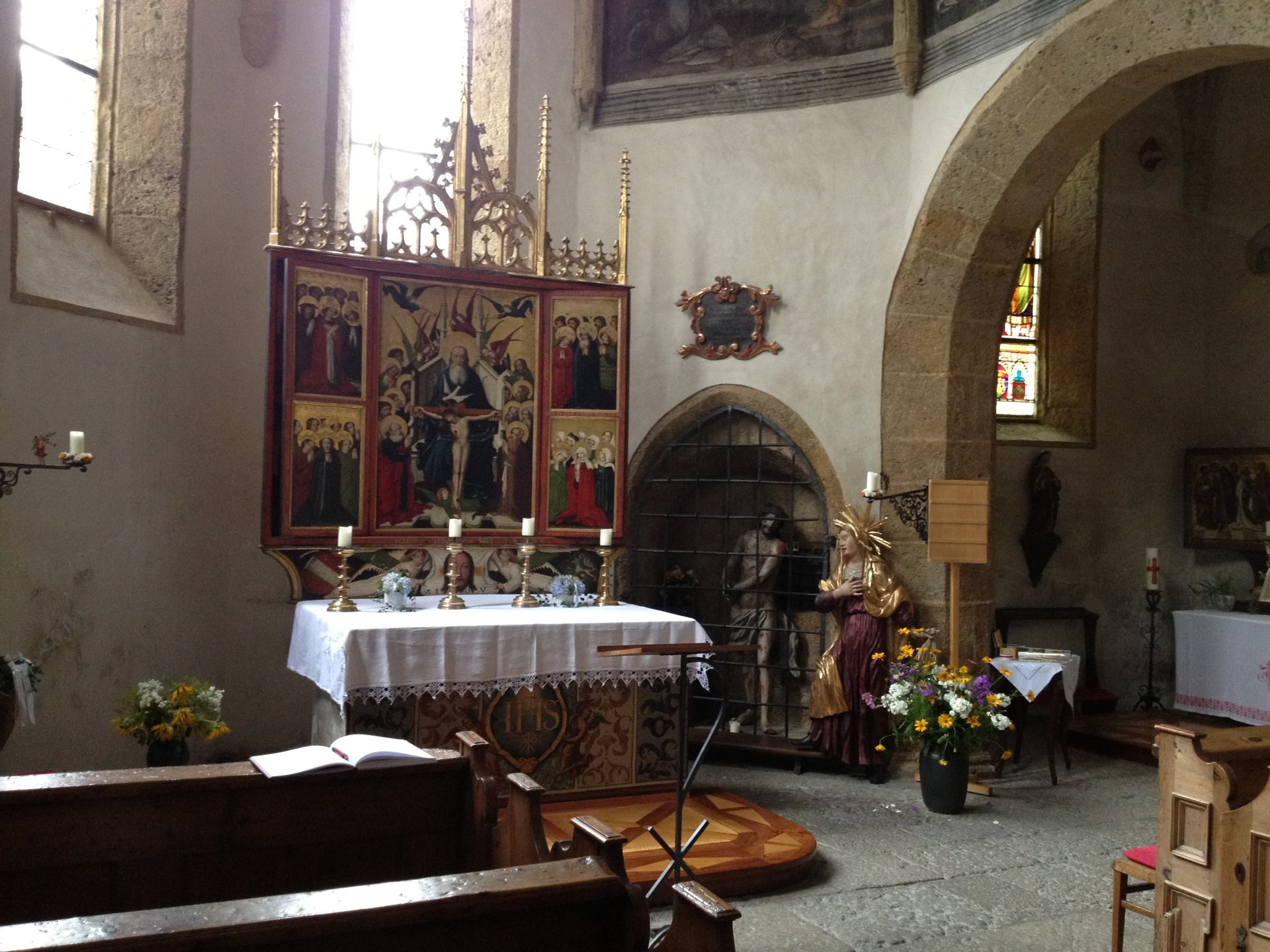
Gnadenstuhlaltar Friedrichs III.

Der um 1400 entstandene Kirchenbau stellt einen dreijochig kreuzrippengewölbten Saalbau mit Fünfachtelschluss dar, der dadurch, dass er mit dem südlich anstoßenden Spitalsgebäude zusammengezogen ist, am Außenbau nicht in Erscheinung tritt. Kirche und Spitalsgebäude sind unter einem gemeinsamen hohen Satteldach zusammengefasst und von einem leicht vorgekragten oktogonalen steinernen Giebeldachreiter bekrönt. Auf der Giebelwand der kaiserliche Doppeladler angebracht. Die einfache Kreuzrippenwölbung der Kirche ruht im Chorschluss auf Kopf- und Figurenkonsolen.
Zur ersten Ausmalungsschicht des mittleren 15. Jahrhunderts gehören die Darstellung des Weltgerichts am Außenbau über dem Nordportal und die des hl. Thomas in der Apsis. In reformatorischer Zeit wurde in den Schildflächen unter den Gewölbe ein typologischer Zyklus korrespondierender alt- und neutestamentarischer Bilder aus dem Umkreis des Hans Bocksberger dem Älteren angebracht, die im Einzelnen Geburt Christi, Ölbergszene, Kreuzigung, Auferstehung und Himmelfahrt Christi, Pfingstwunder, Elias und Elisäus, die Errettung des Jonas sowie die Eherne Schlange zeigen.
Das Prinzipalstück der Ausstattung ist der 1449 von Kaiser Friedrich III. gestiftete spätgotische Flügelaltar mit einer Darstellung des Gnadenstuhls auf dem Hauptbild und der kaiserlichen Devise A.E.I.O.U. auf der Predella. In der südlichen Seitenkapelle ein Altar der Vierzehn Nothelfer des späten 15. Jahrhunderts.